# NGC 2749
NGC 2749 este o galaxie eliptică situată în constelația Racul. A fost descoperită în 5 martie 1862 de către Heinrich Louis d'Arrest. Se află la o distanță de 61,3 de megaparseci de Pământ.